# 泽松奈生子
泽松奈生子（日语：／ Sawamatsu Naoko，1973年3月23日—），现姓丹羽，日本女子网球运动员。她曾获得1990年亚洲运动会网球比赛女子团体金牌、1994年亚洲运动会网球比赛女子团体金牌和女子单打银牌。